# Plàtan de la Font de l'Esquerda
El Plàtan de la Font de l'Esquerda (Platanus hybrida) és un plàtan que es troba al Parc de la Serralada Litoral, el qual és catalogat com a arbre singular del municipi d'Alella.

## Descripció
El seu diàmetre d'1 metre el superen pocs arbres del Parc. A poca alçària el tronc ja es divideix en tres potents branques que formen una mena de trident. La capçada sobresurt clarament per damunt de la resta d'arbres que l'envolten, tal com es pot comprovar des d'algun indret elevat en acostar-s'hi per qualsevol dels camins que menen a la font.

## Localització
És ubicat a Alella i en el petit replà que hi ha davant de la Font de l'Esquerda. Coordenades: x=439338 y=4595463 z=239.